# Magelanka siwogłowa
Magelanka siwogłowa (Chloephaga poliocephala) – gatunek dużego, przeważnie wędrownego ptaka z rodziny kaczkowatych (Anatidae), zamieszkujący południową część Ameryki Południowej. Monotypowy. Nie jest zagrożony. Dość często spotykany w hodowlach.

## Występowanie
Lato: górskie rejony południowej Patagonii oraz archipelag Ziemia Ognista, a także Andy Patagonii i Araukanii. Zima: niziny całej Patagonii i Pampy, Andy środkowoargentyńskie i Chile środkowe. Występuje od poziomu morza do około 1500 m n.p.m. Czasami zalatuje na Falklandy.

## Morfologia

### Rozmiary
Samica jest nieco mniejsza od samca.
Długość ciała: 50–60 cm, masa ciała około 2,2 kg.

### Wygląd zewnętrzny
Głowa i szyja popielate. Pierś i dolna część szyi rdzawokasztanowate, błyszczące. Grzbiet szarobrązowy, boki tułowia w białe i czarne prążki, brzuch biały. Dziób czarny, nogi żółtopomarańczowe, ale od przodu czarne.
Wygląd osobników obu płci jest podobny, jednak u samca w górnych partiach ciała zanika biało-czarne prążkowanie, dochodzące do wyżej położonych części ciała u samicy.

## Ekologia

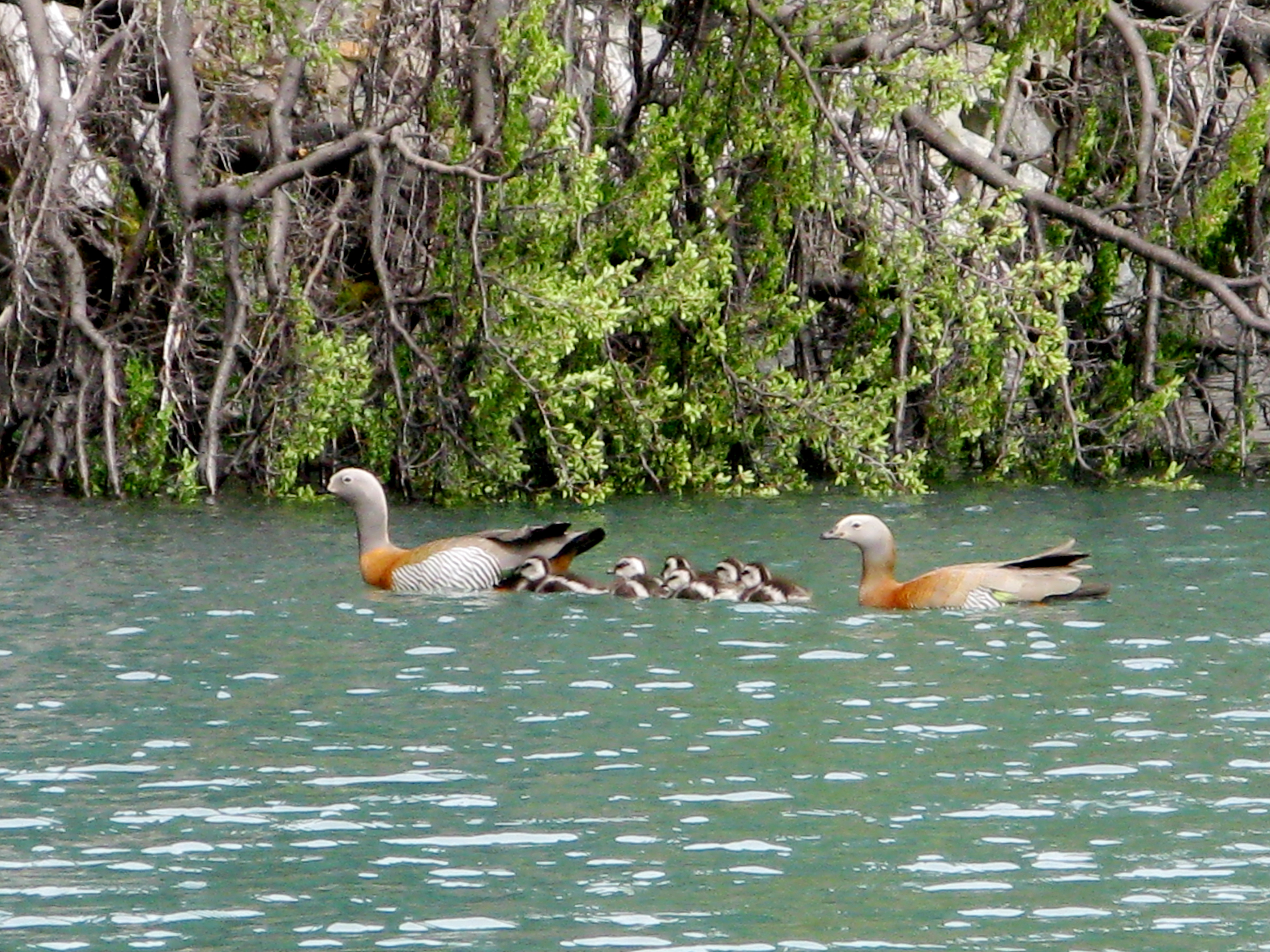
Rodzice z pisklętami

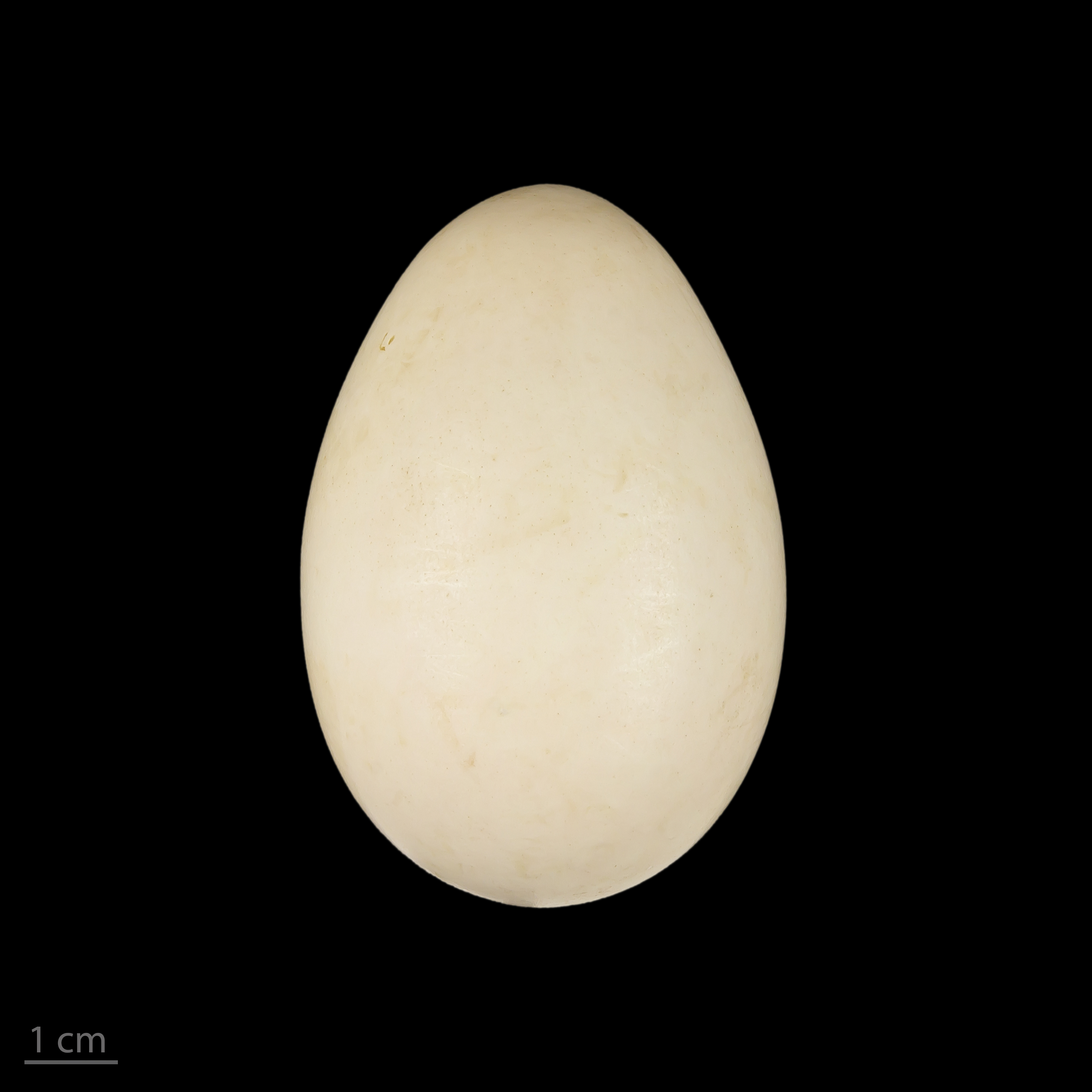
Jajo z kolekcji muzealnej

SiedliskoTereny podmokłe oraz bagna wśród lasów głównie bukowych. Zimą na łąkach, pastwiskach i polach uprawnych.
Lęgi i zachowanieZakładają gniazda w październiku, listopadzie, wśród traw bądź w dziuplach. Czasem gniazdują w małych koloniach, częściej pojedynczo. Samica znosi 4–6 jasnobrązowych jaj. Wysiaduje je 30 dni. W tym czasie samiec strzeże gniazda. Pisklęta wodzone są przez oboje rodziców.
Usamodzielniają się po 60–80 dniach, a są dojrzałe płciowo po trzech latach. Tworzą dozgonnie wierne pary. Podczas lęgów są terytorialne, poza tym okresem zbierają się w stada do 100 osobników.
PożywienieLiście, łodygi i nasiona traw i turzyc.

## Status
Międzynarodowa Unia Ochrony Przyrody (IUCN) uznaje magelankę siwogłową za gatunek najmniejszej troski (LC – Least Concern) nieprzerwanie od 1988 roku. Globalny trend liczebności uznawany jest za spadkowy.